# Jeanne Cooper
Jeanne Cooper (Wilma Jeanne Cooper: Taft, California, 25 de octubre de 1928-Los Ángeles, California, 8 de mayo de 2013) fue una actriz estadounidense. 
Es conocida por su premio Emmy por el papel de Katherine Canciller en el serial televisivo de la CBS The Young and the Restless (1973-2013). Es una de las actrices de series de televisión de mayor antigüedad en los medios de comunicación estadounidenses.

## Primeros años
Era hija de Albert Troy Cooper, y Sildeth Evelyn Moore. Fue la menor de tres hijos. La familia de Jeanne vivió en el condado de Kern hace varios años, primero en Taft hasta 1942 y luego en Bakersfield. Su madre murió el 21 de agosto de 1945, y su padre murió el 11 de abril de 1986[cita requerida].

## Carrera
Cooper comenzó su carrera en la década de 1950, donde apareció como actriz de reparto en películas con estrellas como  Maureen O'Hara, Glenn Ford, Tony Curtis, y Henry Fonda. Su primer papel en el cine fue como Myra en la película western de 1953, The Redhead from Wyoming. Más tarde apareció en pequeños papeles en The Man from the Alamo, Over-Exposed, 5 Steps to Danger, Rock All Night, House of Women, 13 West Street, The Intruder, Black Zoo, The Glory Guys, Tony Rome, The Boston Strangler y Kansas City Bomber.
Cooper estuvo en series de televisión durante los años 1950 y 1970. En 1956, fue elegida como Mrs. Hinton en "The Rabbi Davis Story" de la serie religiosa de antología, Crossroads. Ese mismo año, interpretó a Louise Douglas en "Girl Bandit" de la redifusión del drama criminal de Broderick Crawford, Highway Patrol.
En 1957, protagonizó uno de los primeros episodios de Tales of Wells Fargo de la NBC en el papel de la bandida Belle Starr, en 1959, interpretó a la duquesa en un segundo episodio de Tales of Wells Fargo, "Clay Allison". En 1958, fue elegida en el episodio de "Wheel of Fortune" (también el nombre de un posterior concurso de televisión de redifusión) de la serie occidental NBC, Jefferson Drum, protagonizada por Jeff Richards como un editor de periódicos. También en 1958, Cooper apareció como Lucy en "Sundown at Bitter Creek" de la serie de antología de la CBS occidental, Dick Powell's Zane Grey Theater.

## Filmografía
| Año  | Título                      | Personaje                              | Observaciones |
| ---- | --------------------------- | -------------------------------------- | ------------- |
| 1953 | The Redhead from Wyoming    | Myra                                   |               |
| 1953 | The Man from the Alamo      | Kate Lamar                             |               |
| 1953 | Shadows of Tombstone        | Marge                                  |               |
| 1955 | The Naked Street            | Evelyn Shriner                         |               |
| 1956 | The Houston Story           | Madge                                  |               |
| 1956 | Over-Exposed                | Renee                                  |               |
| 1956 | Calling Homicide            | Darlene Adams                          |               |
| 1957 | Five Steps to Danger        | Helen Bethke                           |               |
| 1957 | Rock All Night              | Mabel                                  |               |
| 1957 | Plunder Road                | Fran Werner                            |               |
| 1958 | Screaming Mimi              | Lola Lake en fotografía                | sin acreditar |
| 1960 | Let No Man Write My Epitaph | Fran                                   |               |
| 1962 | Red Nightmare               | Helen Donavan                          |               |
| 1962 | House of Women              | Helen Jennings                         |               |
| 1962 | 13 West Street              | Sra. Quinn                             |               |
| 1962 | The Intruder                | Vi Griffin                             |               |
| 1965 | The Glory Guys              | Sra. Rachael McCabe                    |               |
| 1963 | Black Zoo                   | Edna Conrad                            |               |
| 1963 | Bonanza                     | Emilia                                 |               |
| 1967 | Tony Rome                   | Lorna Boyd                             |               |
| 1968 | The Boston Strangler        | Cloe                                   |               |
| 1970 | There Was a Crooked Man...  | Prostituta                             |               |
| 1972 | Kansas City Bomber          | Entrenadora Vivien                     |               |
| 1973 | The All-American Boy        | Nola Bealer                            |               |
| 1977 | The San Pedro Bums          | Sra. McClory                           |               |
| 1991 | Lethal Justice              | Clerk                                  |               |
| 1992 | Frozen Assets               | Madre de Zach Shepard                  |               |
| 1993 | Beyond Suspicion            | Renata                                 |               |
| 2002 | The Tomorrow Man            | Jeanine                                |               |
| 2005 | Carpool Guy                 | Sra. Lunsford                          |               |
| 2009 | Donna on Demand             | Virginia Hart                          |               |
| 2009 | Dead Air                    | Mujer paranoica que llama por teléfono |               |

## Premios y nominaciones
| Año  | Categoría                                                    | Premio                  | Serie                      | Resultado |
| ---- | ------------------------------------------------------------ | ----------------------- | -------------------------- | --------- |
| 2009 | Outstanding Lead Actress in a Drama Series                   | Daytime Emmy Award      | The Young and the Restless | Nominada  |
| 2009 | Best Actress in a Daytime Serial                             | OFTA Television Award   | The Young and the Restless | Ganó      |
| 2008 | Best Actress in a Daytime Serial                             | OFTA Television Award   | The Young and the Restless | Ganó      |
| 2008 | Outstanding Lead Actress in a Drama Series                   | Daytime Emmy Award      | The Young and the Restless | Ganó      |
| 2007 | Outstanding Lead Actress in a Drama Series                   | Daytime Emmy Award      | The Young and the Restless | Nominada  |
| 2005 | Outstanding Supporting Actress in a Drama Series             | Daytime Emmy Award      | The Young and the Restless | Nominada  |
| 2000 | Best Actress in a Daytime Serial                             | OFTA Television Award   | The Young and the Restless | Nominada  |
| 2000 | Outstanding Lead Actress in a Drama Series                   | Daytime Emmy Award      | The Young and the Restless | Nominada  |
| 1999 | Outstanding Lead Actress in a Drama Series                   | Daytime Emmy Award      | The Young and the Restless | Nominada  |
| 1992 | Outstanding Lead Actress in a Drama Series                   | Daytime Emmy Award      | The Young and the Restless | Nominada  |
| 1991 | Outstanding Lead Actress in a Drama Series                   | Daytime Emmy Award      | The Young and the Restless | Nominada  |
| 1990 | Outstanding Lead Actress in a Drama Series                   | Daytime Emmy Award      | The Young and the Restless | Nominada  |
| 1990 | Outstanding Lead Actress: Daytime                            | Soap Opera Digest Award | The Young and the Restless | Nominada  |
| 1989 | Outstanding Lead Actress in a Drama Series                   | Daytime Emmy Award      | The Young and the Restless | Nominada  |
| 1989 | Outstanding Actress in a Leading Role: Daytime               | Soap Opera Digest Award | The Young and the Restless | Ganó      |
| 1988 | Outstanding Actress in a Leading Role: Daytime               | Soap Opera Digest Award | The Young and the Restless | Nominada  |
| 1986 | Outstanding Actress in a Supporting Role on a Daytime Serial | Soap Opera Digest Award | The Young and the Restless | Nominada  |